# Cadbury Castle (Devon)

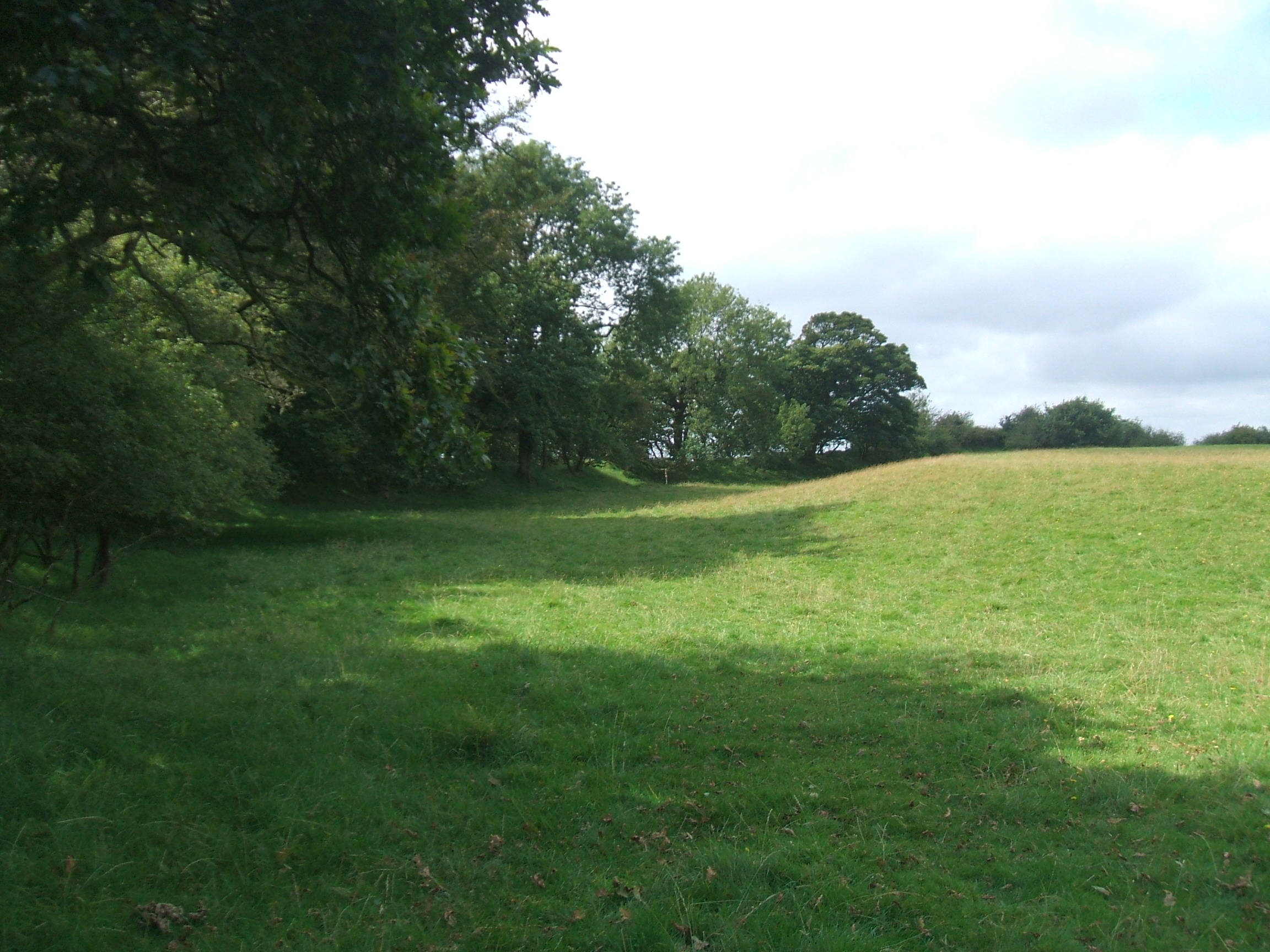
Gelände von Cadbury Castle

Cadbury Castle ist eine abgegangene Wallburg aus der Eisenzeit in der Nähe des Dorfes Bickleigh in der englischen Grafschaft Devon. Es wurde im englischen Bürgerkrieg von parlamentaristischen Streitkräften unter Thomas Fairfax als Lager genutzt, als diese Bickleigh Castle belagerten.
Das Gelände liegt etwa 250 Meter über dem Meeresspiegel über einer Reihe von Tälern bis hin zum Exe-Tal. Bei klarer Sicht sieht man von dort bis zu Cranmore Castle, Huntsham Castle, Dolbury Castle, Stoke Hill, Raddon Top, Posbury Hill Fort und Cotley Castle. Das Gelände ist über einen öffentlichen Fußweg, der vom Dorf Cadbury ausgeschildert ist, erreichbar.